# 497 Iva
Iva (asteroide 497) é um asteroide da cintura principal, a 2,0080032 UA. Possui uma excentricidade de 0,2973859 e um período orbital de 1 764,67 dias (4,83 anos).
Iva tem uma velocidade orbital média de 17,61850117 km/s e uma inclinação de 4,82186º.
Esse asteroide foi descoberto em 4 de Novembro de 1902 por Raymond Dugan.